# Каникулы в Нью-Йорке
«Каникулы в Нью-Йорке» (итал. Natale a New York) — итальянский комедийный фильм, снятый режиссёром Нери Паренти в 2006 году.

## Сюжет
Нью-Йорк, Рождественские каникулы. Певец и пианист Камилло «Лилло» Ферри (Кристиан Де Сика) — муж Милены, богатой женщины. Милена заставила его подписать контракт, где указано, что если Лиило изменит жене, он потеряет все деньги. Однажды Лиило встречает его бывшую любовницу Барбару. Они снова влюбляют друг в друга, и Лилло изменяет жене с ней. Лилло не говорит Барбаре, что он богат и женат.
У Лиило и Милены есть 23-летняя дочь, Карлотта (Элизабетта Каналис), очень красивая девушка,  любовница Клаудио Рикаччи (Массимо Гини), богатого мужа Барбары. У Барбара и Клаудио тоже брачный контракт: если Барбара обнаружит предательство мужа, она получит все его деньги, и сможет жениться на Лилло. Но Лилло хочет только заниматься сексом с Барбарой, а не жениться на неё. Поэтому он помогает Клаудио держать свое отношение в тайне, не зная, кто любовница мужчины. Тем временем Лелло (Алессандро Сиани), бедный пианист, влюбляется в Карлотту, и ей говорит, что он богатый владелец отеля.
В Нью-Йорке ещё есть молодой хирург Филиппо Вессато (Фабио Де Луиджи), ассистент безжалостного профессора Северино Бенчи. Филиппо летит в Нью-Йорк, чтобы жениться с его девушкой, американкой Мэри. Северино приказывает ему принести рождественский подарок сыну Бенчи, Франческо, студент Университета Нью-Йорка. Филиппо скоро обнаруживает, что Франческо и двоюродный брат Паоло не хорошие студенты, а бездельники и мошенники. Дело в том, что Северино был тоже бездельником, когда он учился в самом и том же университете.

## В главных ролях
- Кристиан Де Сика — Камилло «Лиило» Ферри
- Массимо Гини — Клаудио Рикасси
- Сабрина Ферилли — Барбара
- Фиоренца Маркеджиани — Милена
- Фабио Де Луиджи — Филиппо Вессато
- Элизабетта Каналис — Карлотта Ферри
- Клаудио Бизио — Северино Бенчи
- Франческо Манделли — Франческо Бенчи
- Паоло Руффини — Паоло Бенчи
- Аманда Габбард — Мэри